# Irlanda nos Jogos Olímpicos de Verão de 2016
Irlanda participou dos Jogos Olímpicos de Verão de 2016, que foram realizados na cidade do Rio de Janeiro, no Brasil, entre os dias 5 e 21 de agosto de 2016.
A atleta Annalise Murphy ganhou a medalha de prata na Vela (desporto) categoria Laser Radial feminino no dia 16 de agosto de 2016.
Os atletas Gary O'Donovan e Paul O'Donovan ganharam a medalha de prata no Remo double-skiff peso leve masculino no dia 12 de agosto de 2016, com a marca de 6:31.23.

## Natação
| Atleta         | Prova      | Eliminatórias | Eliminatórias | Semifinal   | Semifinal   | Final       | Final       |
| Atleta         | Prova      | Tempo         | Pos.          | Tempo       | Pos.        | Tempo       | Pos.        |
| -------------- | ---------- | ------------- | ------------- | ----------- | ----------- | ----------- | ----------- |
| Nicholas Quinn | 100m peito | 1:01,29       | 33º           | Não avançou | Não avançou | Não avançou | Não avançou |